# Decheldorf
Decheldorf ist ein Gemeindeteil des Marktes Mühlhausen im Landkreis Erlangen-Höchstadt (Mittelfranken, Bayern). Decheldorf liegt in der Gemarkung Mühlhausen.

## Geografie
Das Dorf ist unmittelbar von Acker- und Grünland umgeben. Daran schließen im Norden die Waldgebiete Pechofen und Steingrube an, im Süden gibt es ein weiteres Waldgebiet, das direkt an den Ort grenzt. Beim Ort entspringt ein namenloser Bach, der einen Kilometer weiter südwestlich als linker Zufluss in den Allbach mündet.
Eine Gemeindeverbindungsstraße verläuft nach Oberköst (1,5 km nordöstlich) bzw. zur Kreisstraße ERH 34 bei Albach (0,9 km südlich). Eine weitere Gemeindeverbindungsstraße verläuft nach Mühlhausen zur Staatsstraße 2260 (4 km südöstlich).

## Geschichte
Etwa ein Kilometer südöstlich von Decheldorf erhebt sich der Weichselberg. Dort befindet sich ein Burgstall aus der ersten Hälfte des 12. Jahrhunderts. Die Burg wurde im Würzburger Lehenbuch von 1358 erwähnt: „Eberhard de Solzenrode recipit aream castrensem in Wiknantsberg“ (Eberhard von Solzenrode hat das Gebiet der Burg auf dem Wiknantsberg erhalten).
Gegen Ende des 18. Jahrhunderts gab es in Decheldorf 23 Anwesen (1 Hof, 14 Güter, 7 Häuslein, 1 Schäferei). Das Hochgericht übte teils das bambergische Centamt Wachenroth, teils das bambergische Centamt Burgebrach aus. Die Dorf- und Gemeindeherrschaft sowie die Grundherrschaft über alle Anwesen hatte das Rittergut Mühlhausen.
Im Rahmen des Gemeindeedikts wurde Decheldorf dem 1808 gebildeten Steuerdistrikt Mühlhausen und der im selben Jahr gebildeten Ruralgemeinde Mühlhausen zugewiesen. In der freiwilligen Gerichtsbarkeit und der Ortspolizei unterstand der gesamte Ort bis 1834 dem Patrimonialgericht Mühlhausen.

### Baudenkmäler
- Haus Nr. 30/30a: Walmdachbau
- Haus Nr. 43: Wohnstallhaus
- Grenzstein

### Einwohnerentwicklung
| Jahr      | 001819 | 001861 | 001871 | 001885 | 001900 | 001925 | 001950 | 001961 | 001970 | 001987 | 002019 |
| Einwohner | 130    | 174    | 181    | 151    | 145    | 145    | 154    | 126    | 118    | 104    | 101    |
| Häuser    |        |        |        | 34     | 32     | 26     | 26     | 28     |        | 29     |        |
| Quelle    | [ 9 ]  | [ 10 ] | [ 11 ] | [ 12 ] | [ 13 ] | [ 14 ] | [ 15 ] | [ 16 ] | [ 17 ] | [ 18 ] | [ 1 ]  |

## Religion
Der Ort ist seit der Reformation evangelisch-lutherisch geprägt und nach St. Maria und Kilian (Mühlhausen) gepfarrt. Die Einwohner römisch-katholischer Konfession sind nach St. Gertrud (Wachenroth) gepfarrt.